# Lisa Jane Persky
Lisa Jane Persky (Atlanta, 5 maggio 1955) è un'attrice e scrittrice statunitense.

## Biografia
Nata ad Atlanta da Mort Persky e Jane Holley Wilson, viene ricordata principalmente per i suoi ruoli in Il grande Santini (1979), Peggy Sue si è sposata (1986) e Harry, ti presento Sally… (1989); fu tra le fondatrici del New York Rocker, giornale incentrato principalmente sulla musica punk. Nel 2008 sposa Andy Zak, storico della musica statunitense.

## Filmografia parziale

### Cinema
- Il grande Santini (The Great Santini), regia di Lewis John Carlino (1979)
- American Pop, regia di Ralph Bakshi (1981)
- All'ultimo respiro (Breathless), regia di Jim McBride (1983)
- Cotton Club (The Cotton Club), regia di Francis Ford Coppola (1984)
- Sacco a pelo a tre piazze (The Sure Thing), regia di Rob Reiner (1985)
- Peggy Sue si è sposata (Peggy Sue Got Married), regia di Francis Ford Coppola (1986)
- The Big Easy, regia di Jim McBride (1987)
- Great Balls of Fire! - Vampate di fuoco (Great Balls of Fire!), regia di Jim McBride (1989)
- Harry, ti presento Sally... (When Harry Met Sally...), regia di Rob Reiner (1989)
- Teste di cono (Coneheads), regia di Steve Barron (1993)
- Mister Destiny (Destiny Turns on the Radio), regia di Jack Baran (1995)
- Perversioni femminili (Female Perversions), regia di Susan Streitfeld (1996)
- Where's Marlowe?, regia di Daniel Pyne (1998)
- In cerca d'amore (Tumbleweeds), regia di Gavin O'Connor (1999)
- In fuga per la libertà (An American Rhapsody), regia di Éva Gárdos (2001)

### Televisione
- Quincy (Quincy, M.E.) – serie TV, episodio 6x17 (1981)
- Per il bene dei bambini (In the Best Interest of the Children), regia di Michael Ray Rhodes (1992)